# Christina Bertrup
Christina Bertrup (ur. 23 grudnia 1976 w Sundsvall) – szwedzka curlerka, srebrna medalistka Zimowych Igrzysk Olimpijskich 2014, mistrzyni Europy z 2000, 2010 i 2013. Aktualnie występuje jako trzecia w drużynie Margarethy Sigfridsson, reprezentuje Skellefteå Curlingklubb.
Bertrup w curling zaczęła grać w 1991. W Mistrzostwach Szwecji Juniorów 1997 zajęła 2. miejsce w finale przegrywając na rzecz Margarethy Sigfridsson. Rok później uplasowała się na najniższym stopniu podium.
Po wkroczeniu w wiek seniorski Christina dołączyła do zespołu Elisabet Gustafson. Występowała na różnych pozycjach, jednakże w zawodach międzynarodowych była rezerwową. W sezonie 1999/2000 zespół triumfował zarówno w rozgrywkach elitserien jak i mistrzostwach kraju. W 2001 ekipa uplasowała się na 4. pozycji mistrzostw Szwecji, rok później ponownie zdobyła złote medale. W 2000 ekipa Gustafson wystąpiła na mistrzostwach świata i Europy. Na pierwszym z tych turniejów Szwedki uplasowały się na 5. pozycji. W grudniowym czempionacie kontynentu okazały się być bezkonkurencyjne, w finale pokonały 9:4 Norweżki (Dordi Nordby). Zespół ten wystąpił w barwach kraju na Zimowych Igrzyskach Olimpijskich 2002. Szwecja zakończyła występ na 6. miejscu z bilansem 5 wygranych i 5 przegranych meczów, Bertrup wystąpiła w jednym meczu.
Po turnieju w Salt Lake City Elisabet Gustafson zakończyła karierę sportową, Christina Bertrup dołączyła jako druga do drużyny Camilli Johansson. Nowa ekipa z Gävle uplasowała się na 3. miejscu rozgrywek ligowych i mistrzostw kraju w sezonie 2002/2003. Bertrup z zespołem Johansson rozstała się w 2005, w sezonie 2008/2009 dołączyła do drużyny Stiny Viktorsson i od tamtej pory reprezentuje Skellefteå Curlingklubb.
Ekipa Viktorsson triumfowała w mistrzostwach Szwecji w latach 2009 i 2010. Stina odeszła z drużyny w 2011, obowiązki skipa przejęła otwierająca Margaretha Sigfridsson, zastąpiła ją Maria Prytz. Zawodniczki ze Skellefteå złote medale wywalczyły również w 2012 i 2013. W rozgrywkach najwyższej ligi szwedzkiej również uzyskiwały dobre wyniki, w latach 2009/2010, 2010/2011 i 2012/2013 dochodziły do finałów, w których za każdym razem ulegały ekipom Anette Norberg. Elitserien wygrały w sezonie 2011/2012, w ostatnim meczu pokonały Joannę McManus. Dzięki tym osiągnięciom zawodniczki zostały wybrane do reprezentowania Szwecji na arenie międzynarodowej.
W ME 2010 Szwedki do fazy finałowej zaklasyfikowały się z 4. miejsca Round Robin. Wygrywając kolejne mecze przeciwko Szwajcarii (Mirjam Ott) i Rosji (Ludmiła Priwiwkowa) awansowały do finału. Zdobyły tytuły mistrzyń Europy pokonując w ostatnim meczu 8:6 Szkotki (Eve Muirhead). Rok później już bez Viktorsson w składzie reprezentacja Trzech Koron dotarła do finału, w którym uległa Szkocji (Eve Muirhead) 2:8. Jeszcze w tym samym sezonie ekipa ze Skellefteå wystąpiła w Mistrzostwach Świata. Szwedki wygrały rundę grupową i w wyższym meczu Page play-off pokonały 7:6 Szwajcarki (Mirjam Ott). Uplasowały się na 2. miejscu, ulegając w finale szwajcarskim curlerkom 6:7.
Szwedki były gospodyniami Mistrzostw Europy 2012, zajęły 1. miejsce w rundzie grupowej jednak w fazie finałowej odniosły porażki 3:9 przeciwko Szkocji (Eve Muirhead) i 6:8 przeciwko Rosji (Anna Sidorowa). Ostatecznie ekipa Bertrup mogła walczyć tylko o 3. miejsce, które zdobyła pokonując 9:3 Dunki (Lene Nielsen). Zwyciężając w meczu play-off Mistrzostw Świata 2013 7:5 nad Szkocją (Eve Muirhead) reprezentacja Szwecji awansowała do finału. W ostatnim meczu ponownie rywalizowały ze Szkotkami, które tym razem okazały się być lepsze, mecz zakończył się wynikiem 5:6. Bertrup w listopadzie 2013 sięgnęła po swój trzeci tytuł mistrzyni Europy, Szwedki w finale turnieju triumfowały nad Szkocją (Eve Muirhead) 10:5.
Christina Bertrup wystąpiła na Zimowych Igrzyskach Olimpijskich 2014. Z turnieju w Soczi Szwedki powróciły ze srebrnymi medalami. W półfinale zwyciężyły 7:5 nad Szwajcarią, w finale jednak wynikiem 6:3 lepsze były Kanadyjki (Jennifer Jones).

## Wielki Szlem
| Turniej                | 2010/2011 | 2011/2012 | 2012/2013 | 2013/2014 | 2014/2015 |
| ---------------------- | --------- | --------- | --------- | --------- | --------- |
| Autumn Gold            | x         | A         | A         | A         | A         |
| Manitoba Lotteries     | A         | x         | x         | x         | QF*       |
| Colonial Square        | SF*       | A*        | A         | A         | A         |
| Masters                | A*        | A*        | A         | QF        | F         |
| Canadian Open          | —         | —         | —         | —         |           |
| Players’ Championships | x         | A         | F         | SF        |           |

| —  | = turniej nie odbył się                          |
| A  | = nie uczestniczyła                              |
| x  | = nie zakwalifikowała się do fazy finałowej      |
| QF | = ćwierćfinał                                    |
| SF | = półfinał                                       |
| F  | = finał                                          |
| W  | = zwycięstwo                                     |
| *  | = turniej niezaliczany do cyklu Wielkiego Szlema |

### Nierozgrywane
| Turniej     | 2010/2011 |
| ----------- | --------- |
| Sobeys Slam | A         |

## Drużyna
|           | Czwarta            | Trzecia           | Druga             | Otwierająca            |
| --------- | ------------------ | ----------------- | ----------------- | ---------------------- |
| od 2011   | Maria Prytz        | Christina Bertrup | Maria Wennerström | Margaretha Sigfridsson |
| 2008/2011 | Stina Viktorsson   | Christina Bertrup | Maria Wennerström | Margaretha Sigfridsson |
| 2004/2005 | Camilla Johansson  | Christina Bertrup | Elisabeth Persson | Katarina Nyberg        |
| 2003/2004 | Camilla Johansson  | Christina Bertrup | Linda Ohlson      | Mio Hasselborg         |
| 2002/2003 | Camilla Johansson  | Anna Wedin        | Christina Bertrup | Linda Ohlson           |
| 1999/2002 | Elisabet Gustafson | Katarina Nyberg   | Louise Marmont    | Elisabeth Persson      |
| 1998/1999 | Christina Bertrup  | Linda Ohlson      | Mio Hasselborg    | Erika Backman          |
| 1997/1998 | Christina Bertrup  | Linda Ohlson      | Erika Backman     | Hedvig Kamp            |
| 1996/1997 | Christina Bertrup  | Erika Backman     | Cecilia Svensson  | Linda Ohlsson          |

| Mikst     | Czwarty/-a   | Trzeci/-a     | Drugi/-a        | Otwierający/-a    |
| --------- | ------------ | ------------- | --------------- | ----------------- |
| 2007/2008 | Nils Carlsén | Linn Jenegård | Emanuel Allberg | Christina Bertrup |